# 桜島フェリー

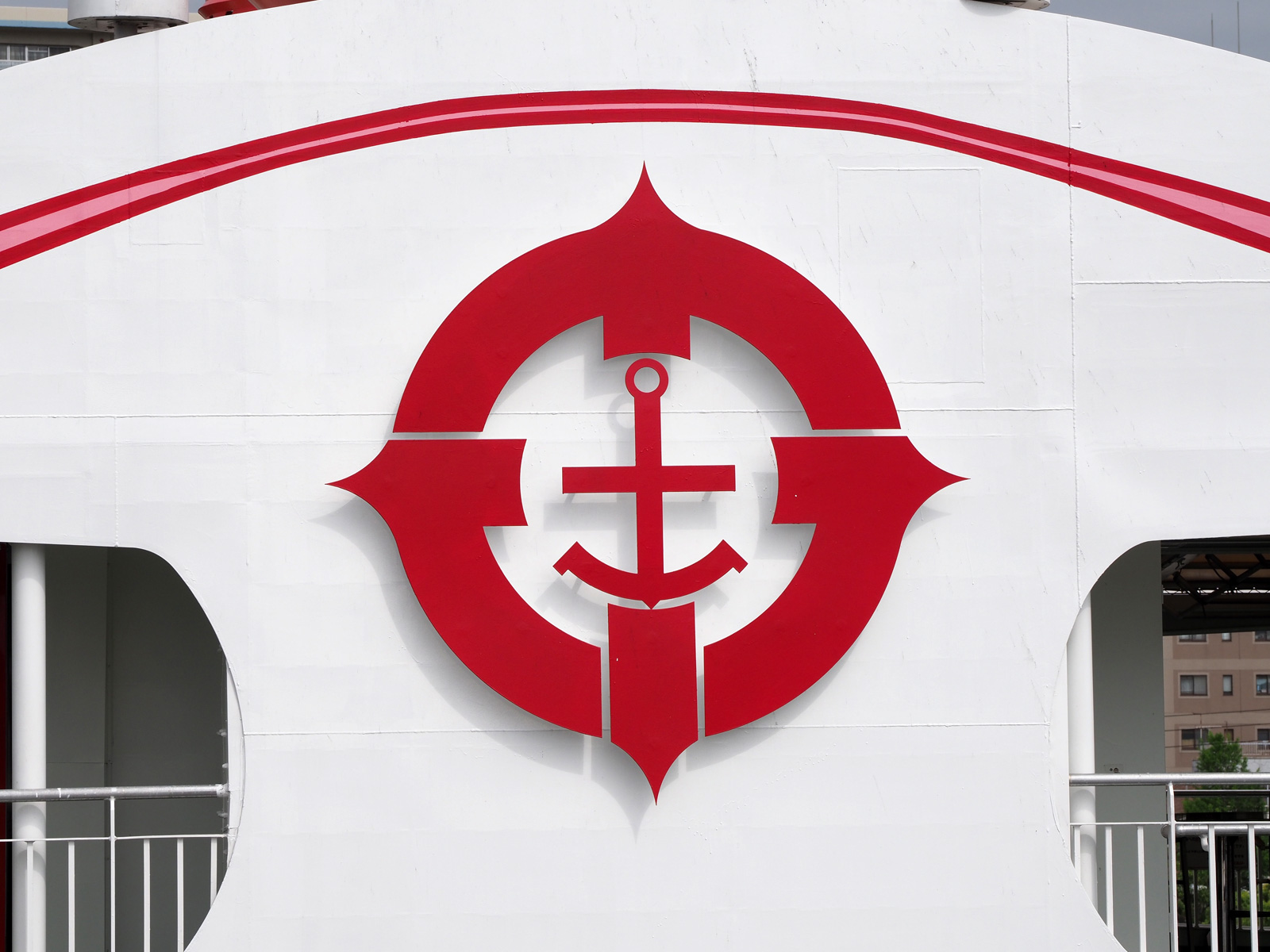
桜島フェリーのマーク

桜島フェリー（さくらじまフェリー）は、鹿児島県鹿児島市本港新町にある鹿児島港（桜島フェリーターミナル）と同市桜島横山町にある桜島港との間を結ぶ公営のフェリー。
地方公営企業法の全部が適用される地方公営企業である鹿児島市船舶局（かごしましせんぱくきょく）が運営している。かつては鹿児島郡桜島町が運営していたが、2004年に桜島町が鹿児島市に編入されたのに伴い鹿児島市が運営することとなった。
鹿児島市街と桜島を結ぶ役割のほか、薩摩半島と大隅半島を結ぶ海上交通機関としての役割も果たしている。活火山である桜島の火山災害発生時には救難船舶としての役割も果たす。

## 概要
| 乗降人員推移 | 乗降人員推移     |
| 年度         | 一日平均乗降人員 |
| ------------ | ---------------- |
| 2004         | 15,075           |
| 2005         | 14,675           |
| 2006         | 15,072           |

鹿児島市中心部にある桜島フェリーターミナルと、東側の対岸の桜島西端部にある桜島港を結ぶ航路で、国道224号の海上区間である。フェリーとしては日本国内で唯一24時間運航を実施しており、鹿児島港と桜島港を日中は10 - 15分間隔、夜間は1時間間隔で結んでいる。鹿児島市船舶局によれば、年間の乗客数は520万人、航送車両数は153万台であり世界屈指の輸送量となっている。
1914年（大正3年）、桜島の大正大噴火によって桜島住民は大きな被害を受け、災害復興や教育振興（通学）のために、鹿児島市街地と桜島とを結ぶ定期航路を望む声が上がった。このため、当時の西桜島村（のちの桜島町、現・鹿児島市）が1930年（昭和5年）頃より準備を始めて、集落所有の船舶14隻を買い取り、そのうち大型の船舶を使用して1934年（昭和9年）11月19日より運航を開始した。開通時の運賃は片道10銭 - 15銭であった。その後、次第に便数を増やし、現在では朝から夕方は20分間隔、夜間は30分間隔、深夜帯は60分間隔の24時間運航を行っており、約3.5kmの距離を約15分で結んでいる。2025年10月から深夜運行は廃止される予定である。
2004年において年間延べ550万人の乗客と164万台の車両を航送している。桜島の人口規模の割にこれだけの利用があるのは、桜島のみならず、鹿児島市中心部と大隅半島中央部・南部との間を行き来する際に陸路に比べ大幅に移動距離が短く、時間を節約できるため。
船内には「やぶ金」といううどん屋があり、短時間で食べきらなければならない悪条件ながら、1981年の開店以来多くの利用者から親しまれている。2011年2月には、「いすに座ってゆっくりと食べたい」との声を受けて、九州新幹線全線開業直前というタイミングで鹿児島中央駅前に出店した。なお「やぶ金」で売られているかけうどんは「薩摩揚げ」入りうどんである。

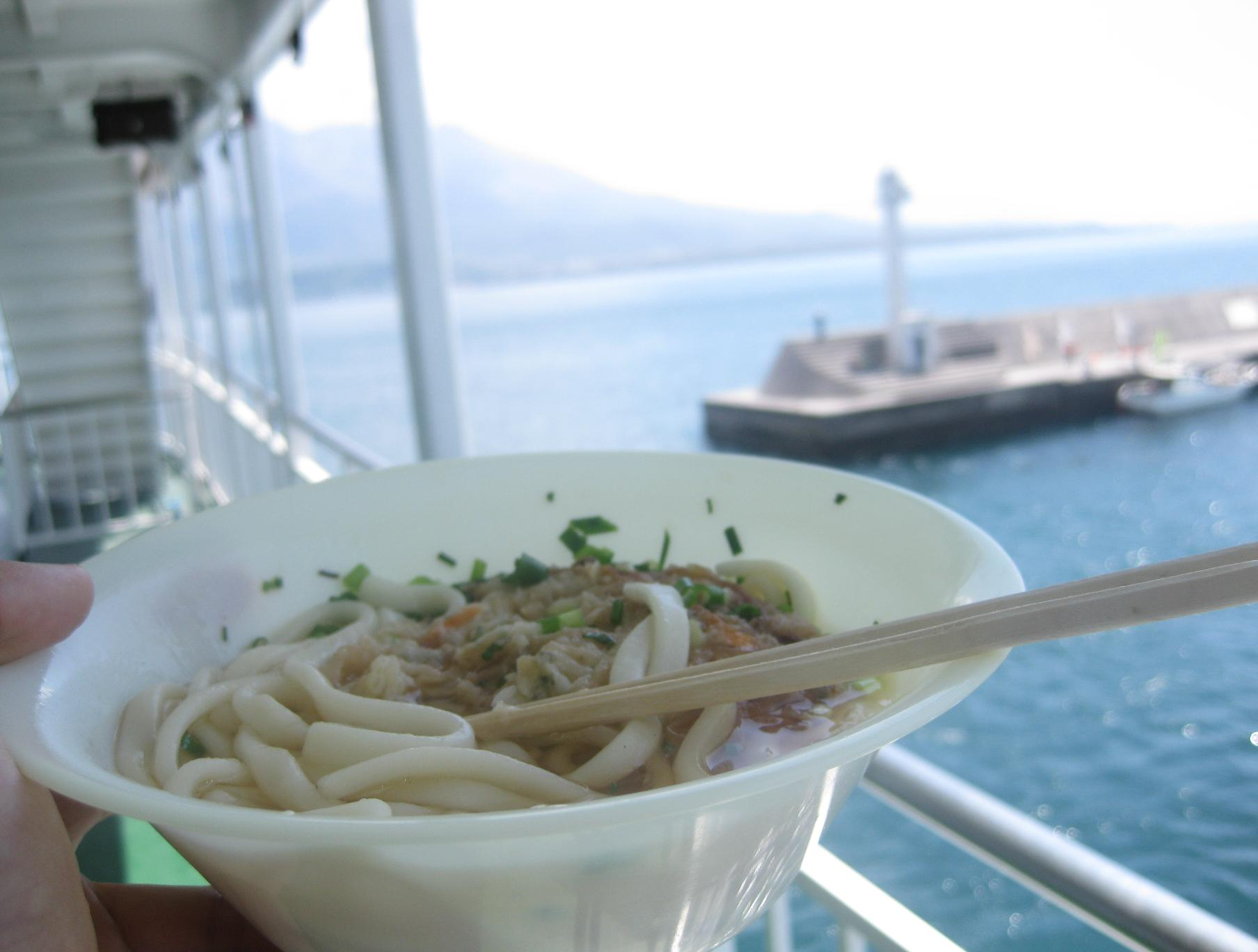
やぶ金のうどんと桜島（左奥）
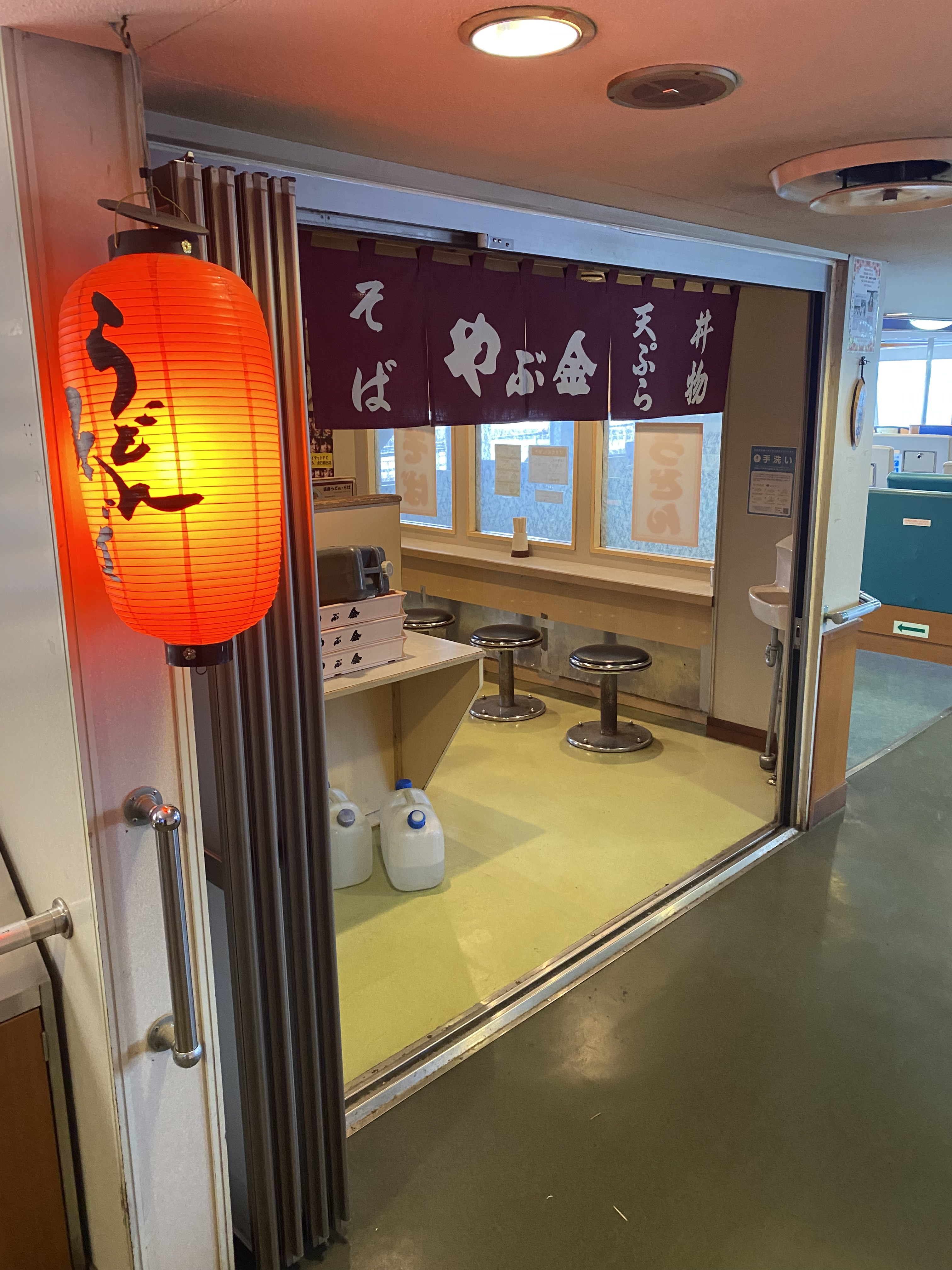

## 年表
- 1930年8月 - 昭和丸（定員70名）進水。
- 1934年11月19日 - 運航を開始。
- 1939年10月 - 村営バスとの連絡を開始。
- 1941年 - 桜島丸（貨物自動車3台積載可能）進水[7]。
- 1944年7月1日 - 岸壁の整備が完成し自動車の航送を開始[7]。
- 1951年10月 - ルース台風により2隻が被災。
- 1960年8月 - 桜島フェリー初の鋼船である第六桜島丸が竣工[7]。
- 1962年12月から1970年3月まで水中翼船を運航していた。
- 1969年10月 - 桜島港フェリーターミナルが完成（2018年3月まで使用）[10][11]。
- 1974年 - 10分間隔の運航を開始。
- 1976年4月1日 - 地方公営企業法の全部を適用する[12]。
- 1978年7月 - 観光遊覧船（納涼船）の運航を開始[7]。
- 1984年4月 - 24時間運航を開始[7]。
- 1993年8月6日 - 平成5年8月豪雨により竜ヶ水地区周辺で孤立した被災者の救助活動に参加[7]。
- 2004年8月21日 - 長渕剛桜島オールナイトコンサートの観客輸送のため普段より増便し、午前7時から午後8時までピストン運航を行った。午前6時から午後8時40分の間に鹿児島港から桜島へ渡る乗客は4万9千人にのぼり、ピーク時には待ち時間が1時間以上にもなった。多くの乗客を運送するため、便によっては車両の航送を中止し、車両甲板にも乗客を収容して運んだ[13]。
- 2004年11月1日 - 桜島町が鹿児島市に編入合併したため、桜島町営から鹿児島市船舶部に移管。
- 2007年4月1日 - ICカード式の鹿児島共通乗車カード「RapiCa」の利用が可能になった。
- 2008年6月1日 - いわさきグループのいわさきICカード、鹿児島市発行の敬老パス[注釈 3]、SUNQパス（全九州+下関版）の利用が可能になった。
- 2011年
  - 3月10日 - 「よりみちクルーズ」の運航開始。
  - 4月1日 - 鹿児島市船舶部が鹿児島市船舶局に改組。船内の全面禁煙化。
- 2013年9月 - 「錦江湾魅力再発見クルーズ」の運航開始[7]。
- 2018年
  - 3月19日 - 桜島港の新フェリーターミナル（鉄筋コンクリート造4階建）の運用を開始。総事業費は約13億4,000万円。旧フェリーターミナルは午前0時出航の便をもって運用を終了した[14][11]。
  - 4月1日 - SUNQパス（南部九州版）が新たに発売され、従来の全九州版とともに利用が可能となる。
  - 9月25日 - 各種電子マネー・クレジットカードでの運賃支払いが可能となる。
- 2019年8月-この年を最後に納涼観光船が運航終了。(2020〜2022年は新型コロナウイルスの感染拡大防止のため運航中止、2023年以降は4隻への減船で廃止。)
- 2023年
  - 3月26日-この日をもってよりみちクルーズが運航終了。
  - 3月31日-この日をもってチェリークイーンの愛称で親しまれた第十五櫻島丸が運航終了[15] 。これにより桜島フェリーの愛称付きの船舶にも初めて引退が出た。
  - 4月1日- 経費削減のため減船　減便により4隻体制に移行[16]。
  - 未定- よりみちクルーズ、納涼観光船廃止代替の新しいイベントクルーズを運航開始。(予定)

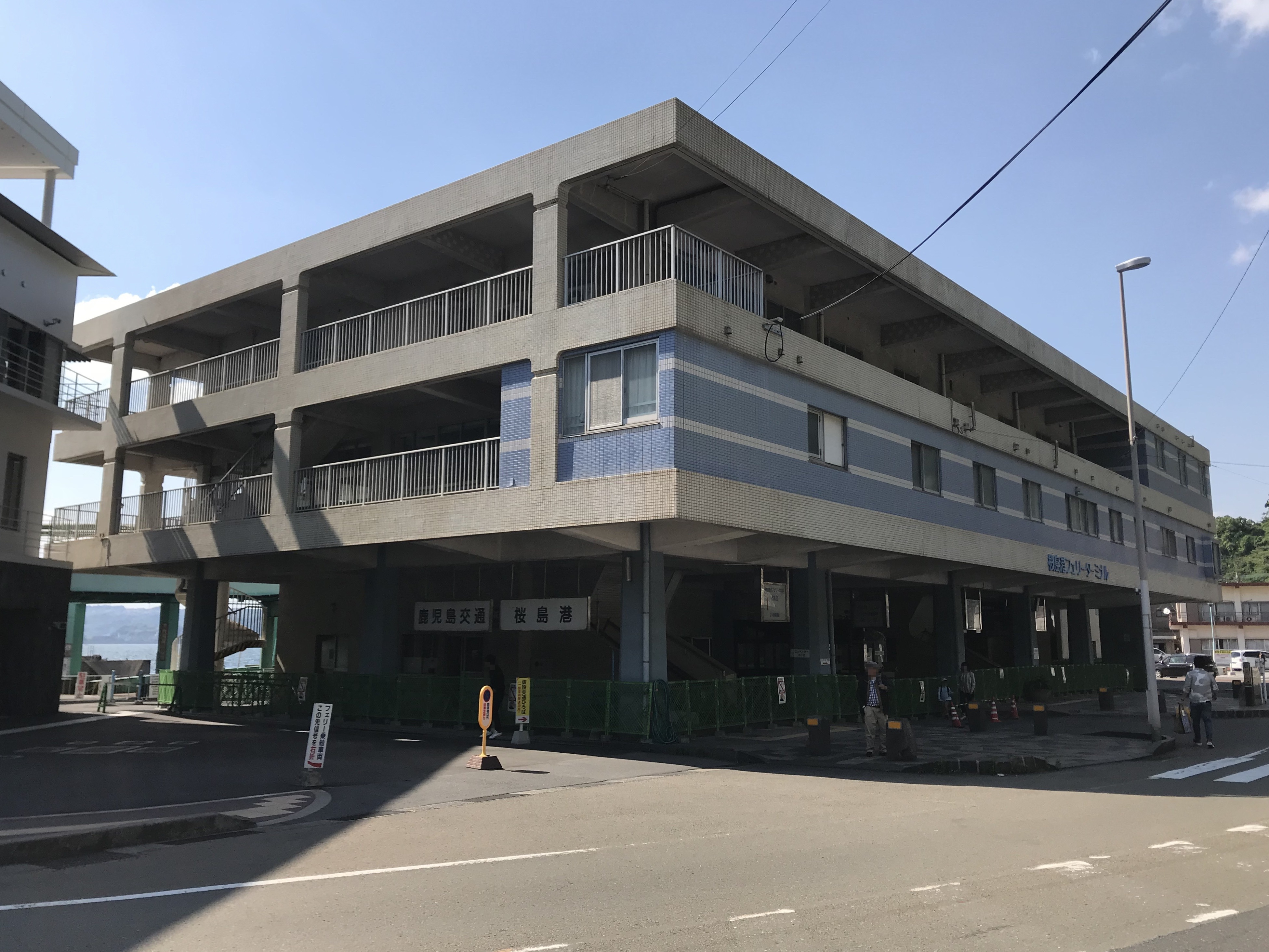
桜島港旧フェリーターミナル（2018年5月4日）
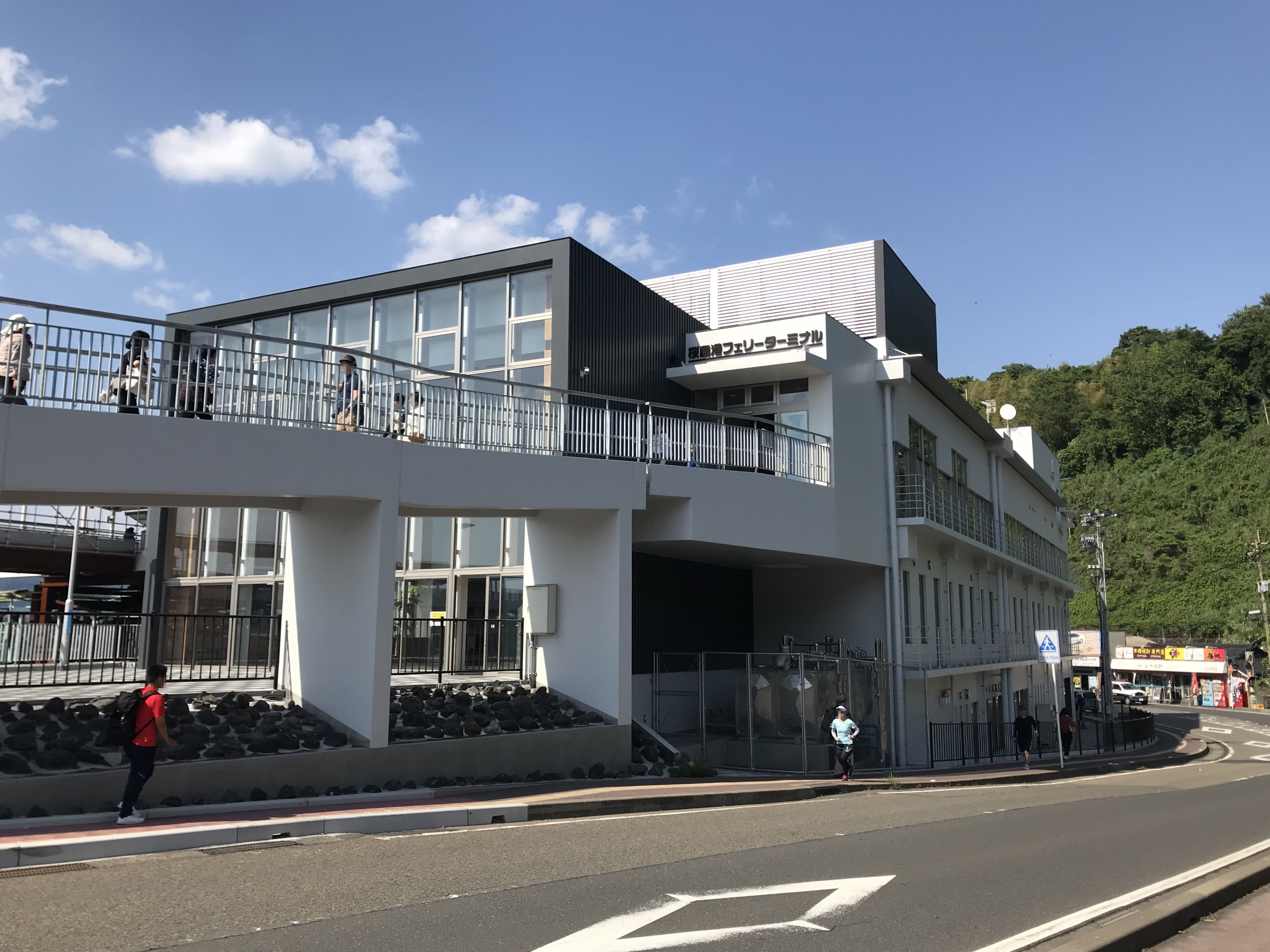
桜島港新フェリーターミナル（2018年5月4日）
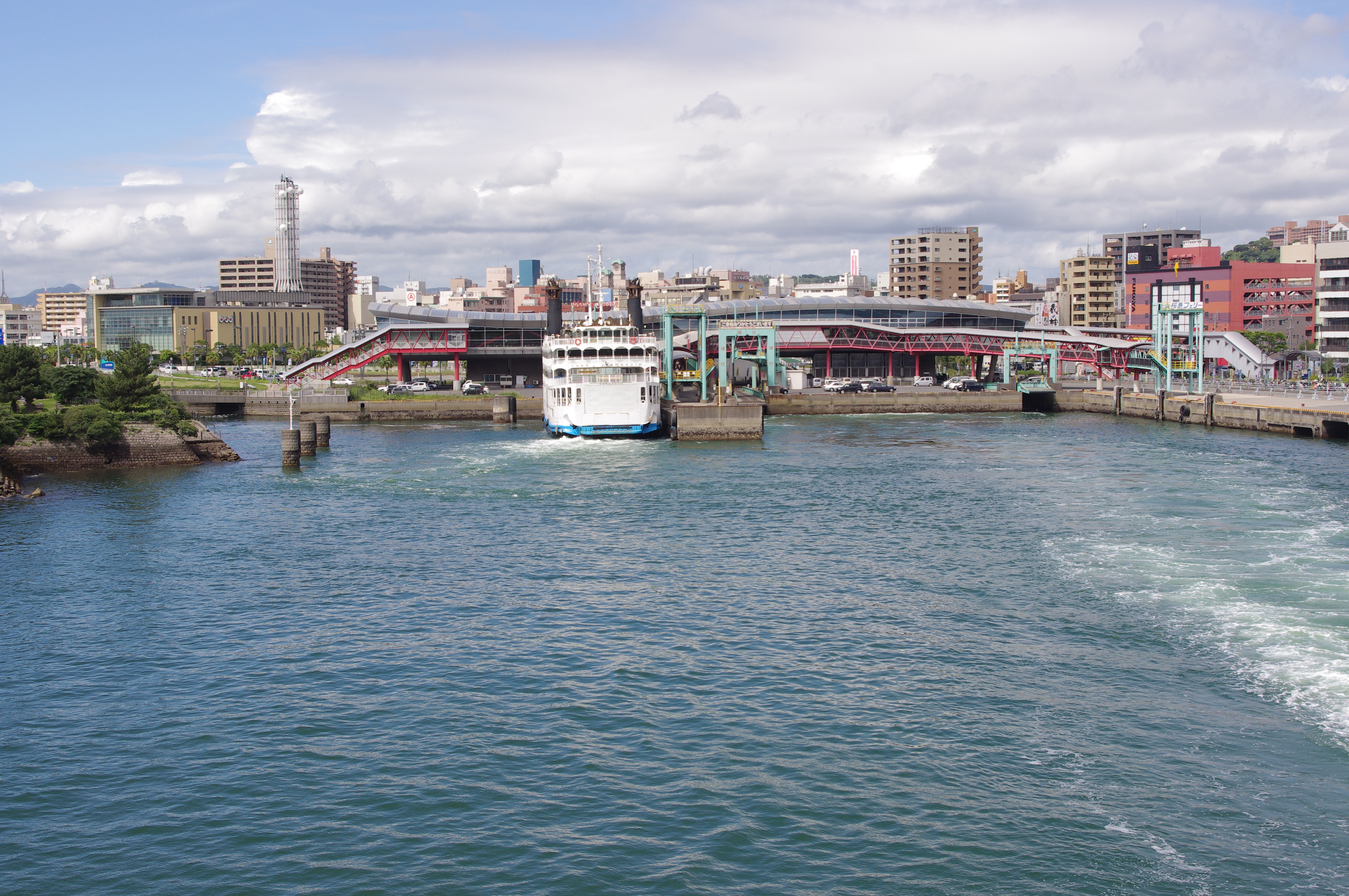
鹿児島港（2010年7月21日）
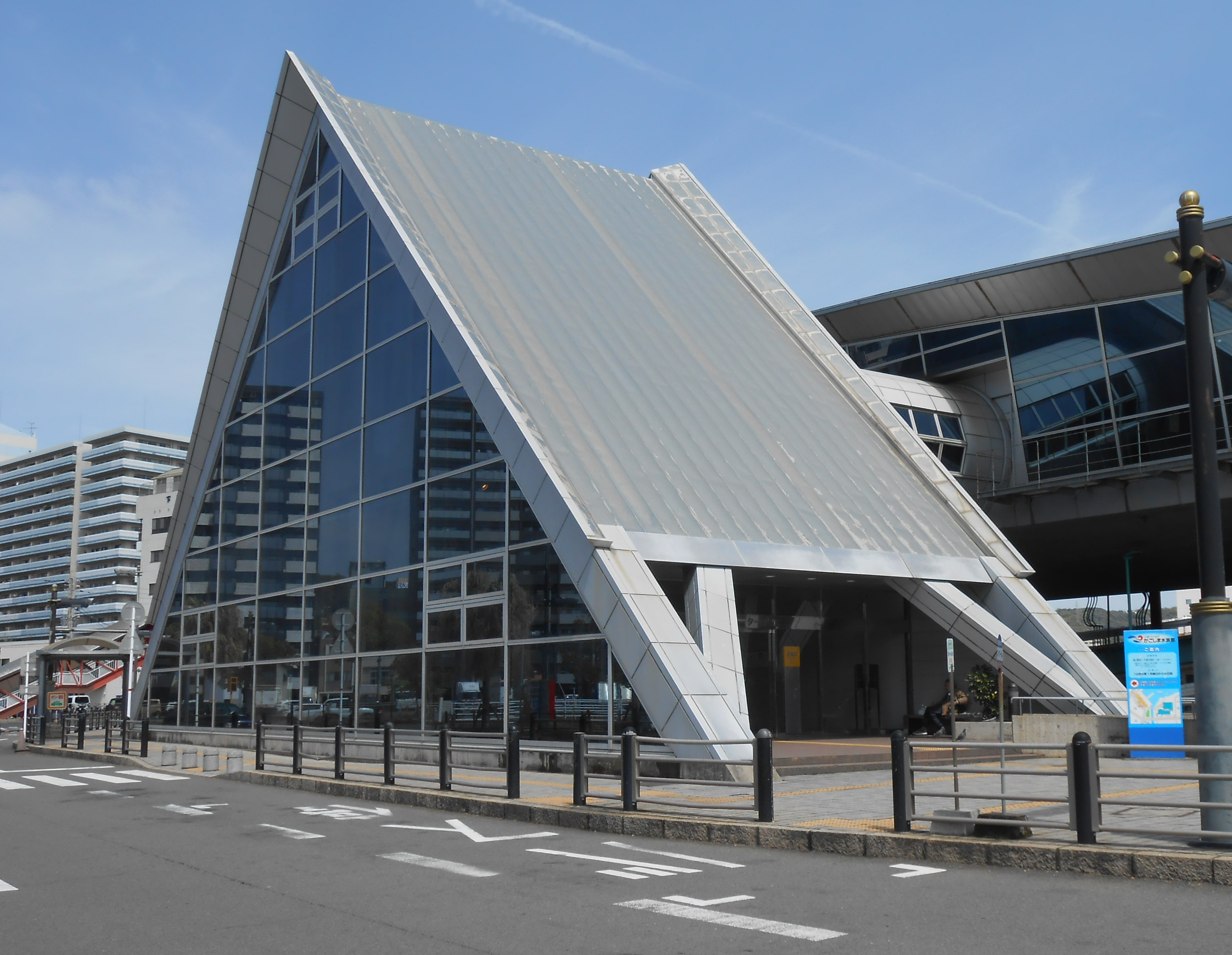
鹿児島港入口
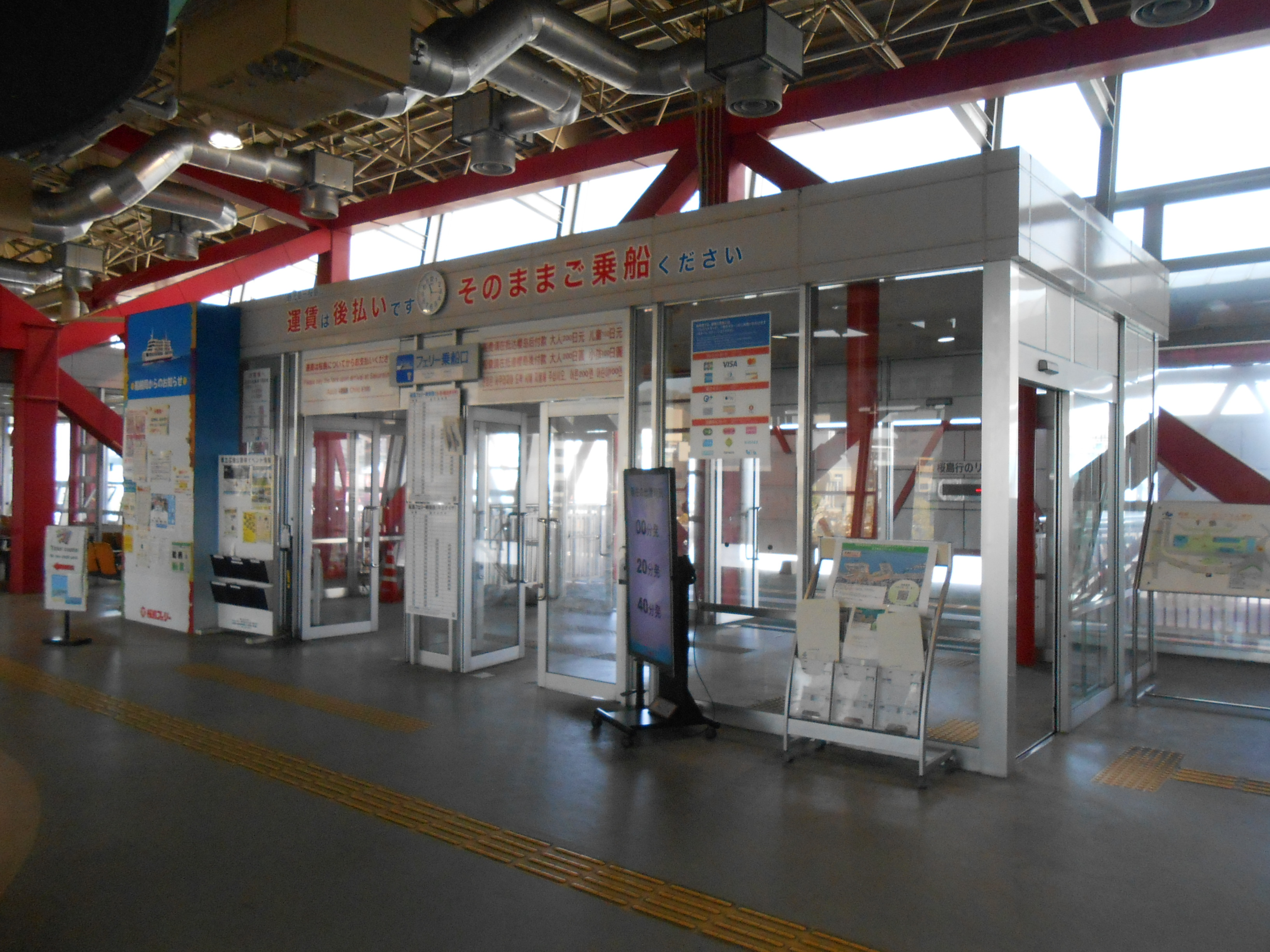
鹿児島港乗り場

- 2025年
  - 10月 - 終夜運航を取りやめ、0時~3時30分発の便が廃止される予定[8]。始発・最終便のダイヤは桜島港始発4時00分・最終23時00分、鹿児島港始発4時30分・最終23時30分。

## 運賃
- 大人250円、小人130円である[17]

徒歩による乗船客は乗船券を購入する必要はなく、現金での精算となる。乗船料金は桜島港でのみの支払い（鹿児島港では支払い不可）により、桜島行きは後払い方式、鹿児島行きは前払い方式となる。現金以外では、クレジットカードならびに各種電子マネーでの乗船も可能で、電子マネーとしては鹿児島地区の市電・バス用乗車カード（RapiCa、いわさきICカード）、交通系電子マネー（SUGOCA、Kitaca、PASMO、Suica、manaca、TOICA、ICOCA、nimoca、はやかけん）、nanaco、WAON、楽天Edy、QUICPayの利用が可能。ただし、フェリー内および桜島港精算所でのICカード/電子マネーのチャージは出来ないが、桜島港精算所近くのファミリーマートおよび鹿児島港近くのローソンでチャージ可。
このほか、SUNQパス南部九州版と全九州＋下関版が使用できる（北部九州版は使用不可）。

## 就航フェリー
- 第十六櫻島丸 - 1999年1月竣工、997トン、全長54.2m、愛称: ドルフィンライナー。讃岐造船鉄工所（三豊）建造。
- 第十八櫻島丸 - 2003年2月竣工、1,279トン、全長56.1m、愛称: プリンセスマリン、バリアフリー仕様。長栄造船（長崎）建造。
- 桜島丸 - 2011年2月竣工、1,330トン、全長57.1m、愛称：サクラエンジェル、バリアフリー仕様、電気推進船。中谷造船（江田島）建造。
- 第二桜島丸 - 2015年3月竣工、1,404トン、全長59m、愛称：サクラフェアリー、バリアフリー仕様、電気推進船[19]。前畑造船（佐世保）建造。

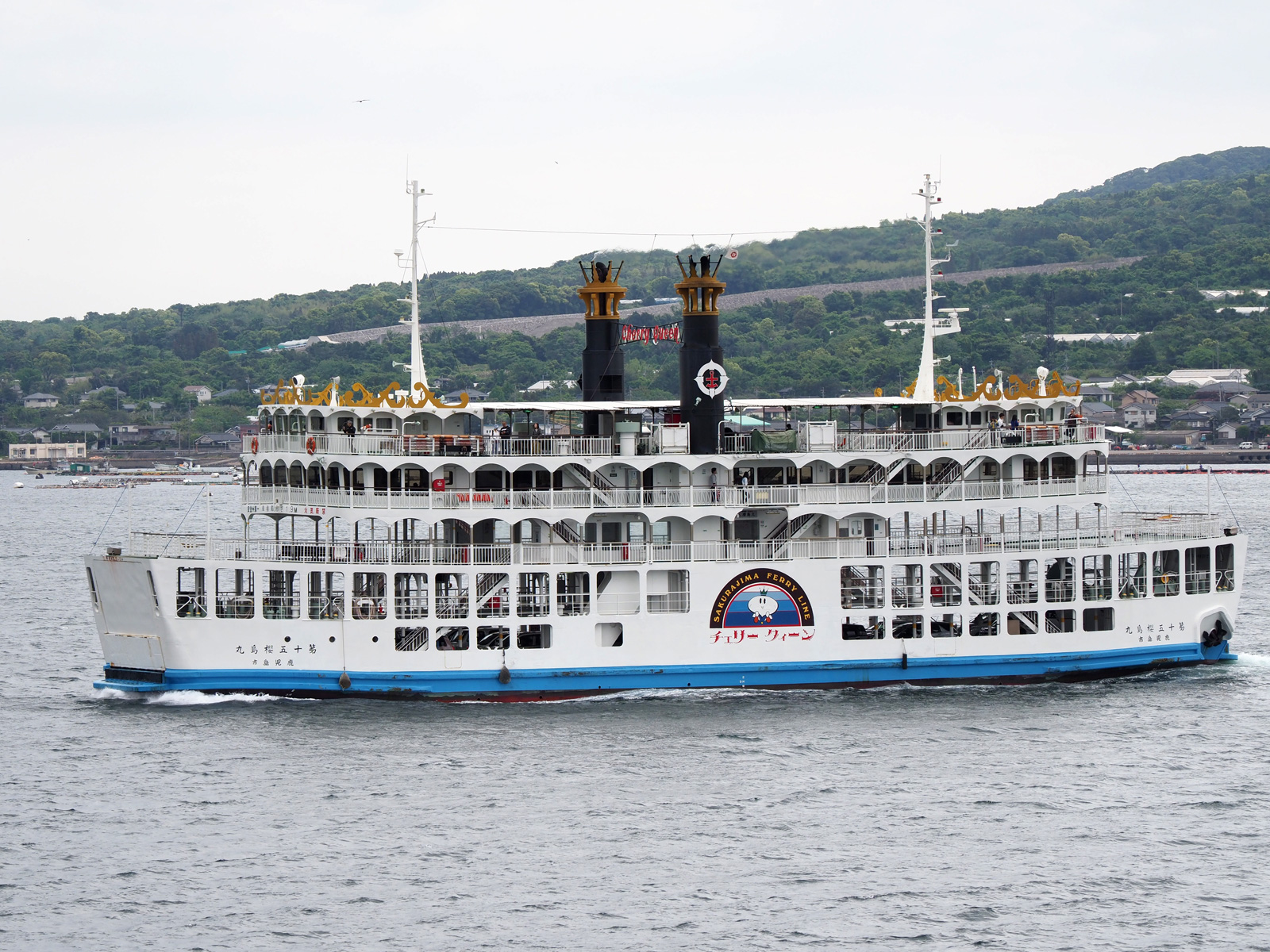
第十五櫻島丸（チェリークイーン、2019年4月28日）
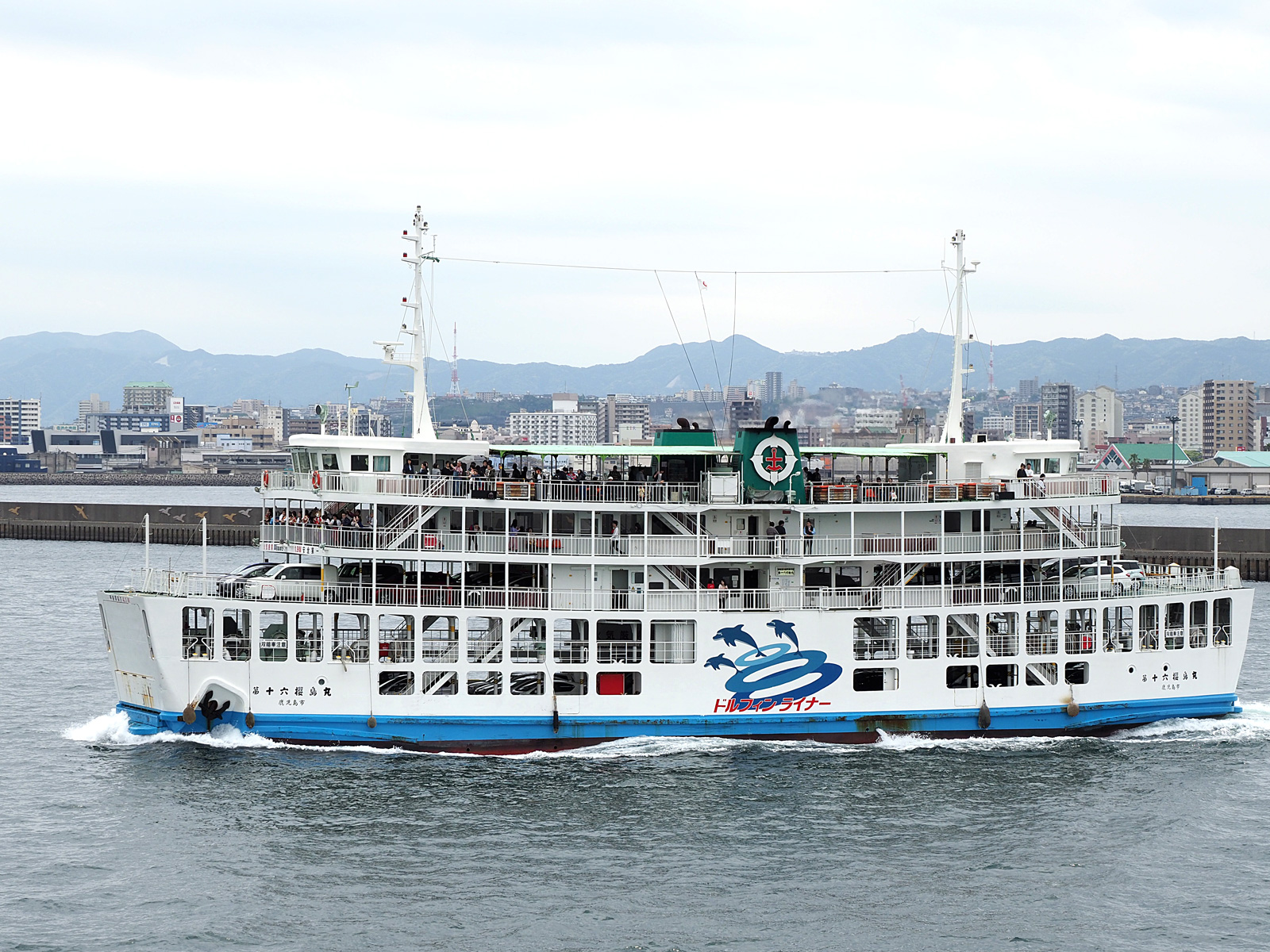
第十六櫻島丸（ドルフィンライナー、2019年4月28日）
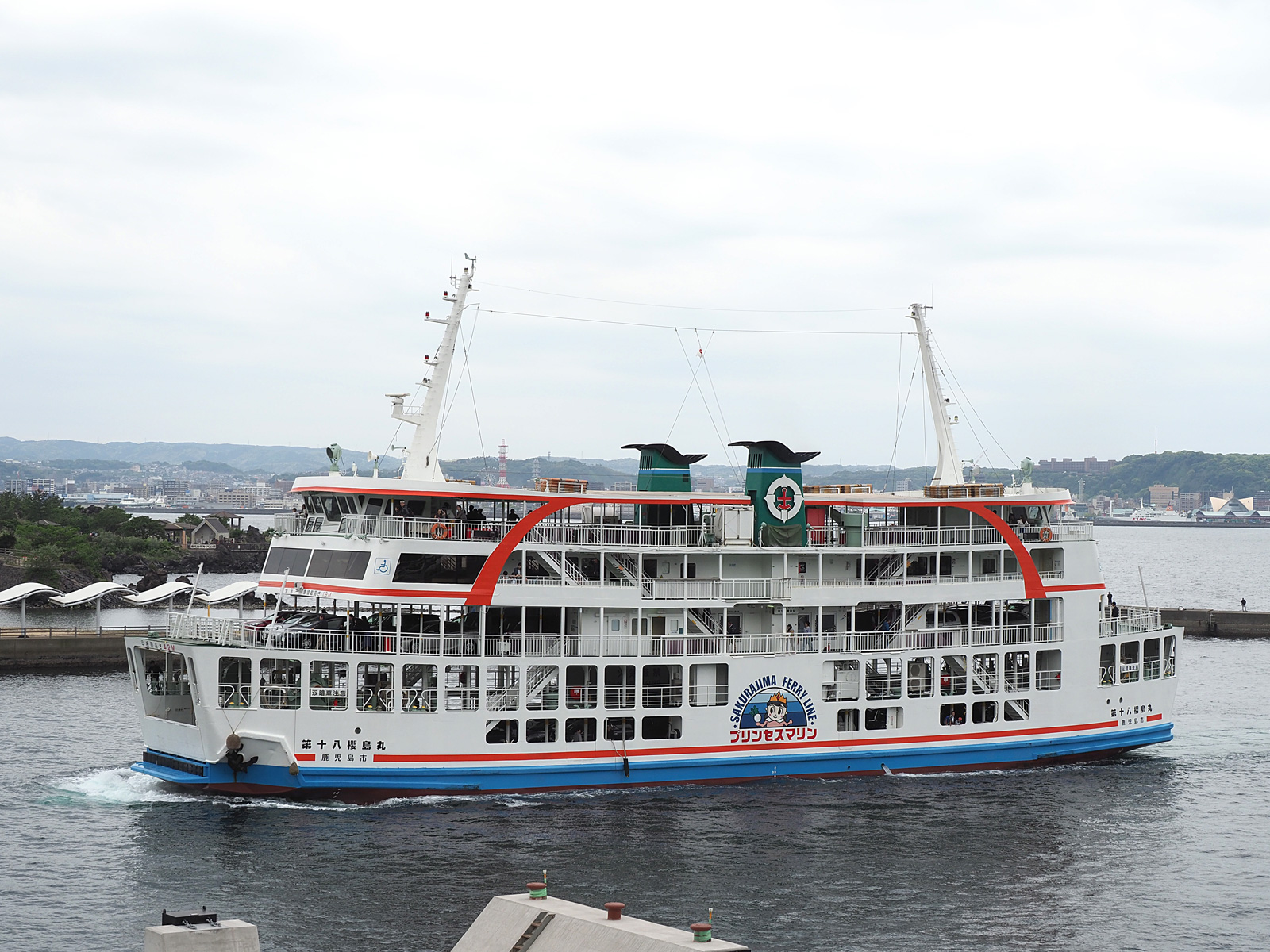
第十八櫻島丸（プリンセスマリン、2019年4月28日）
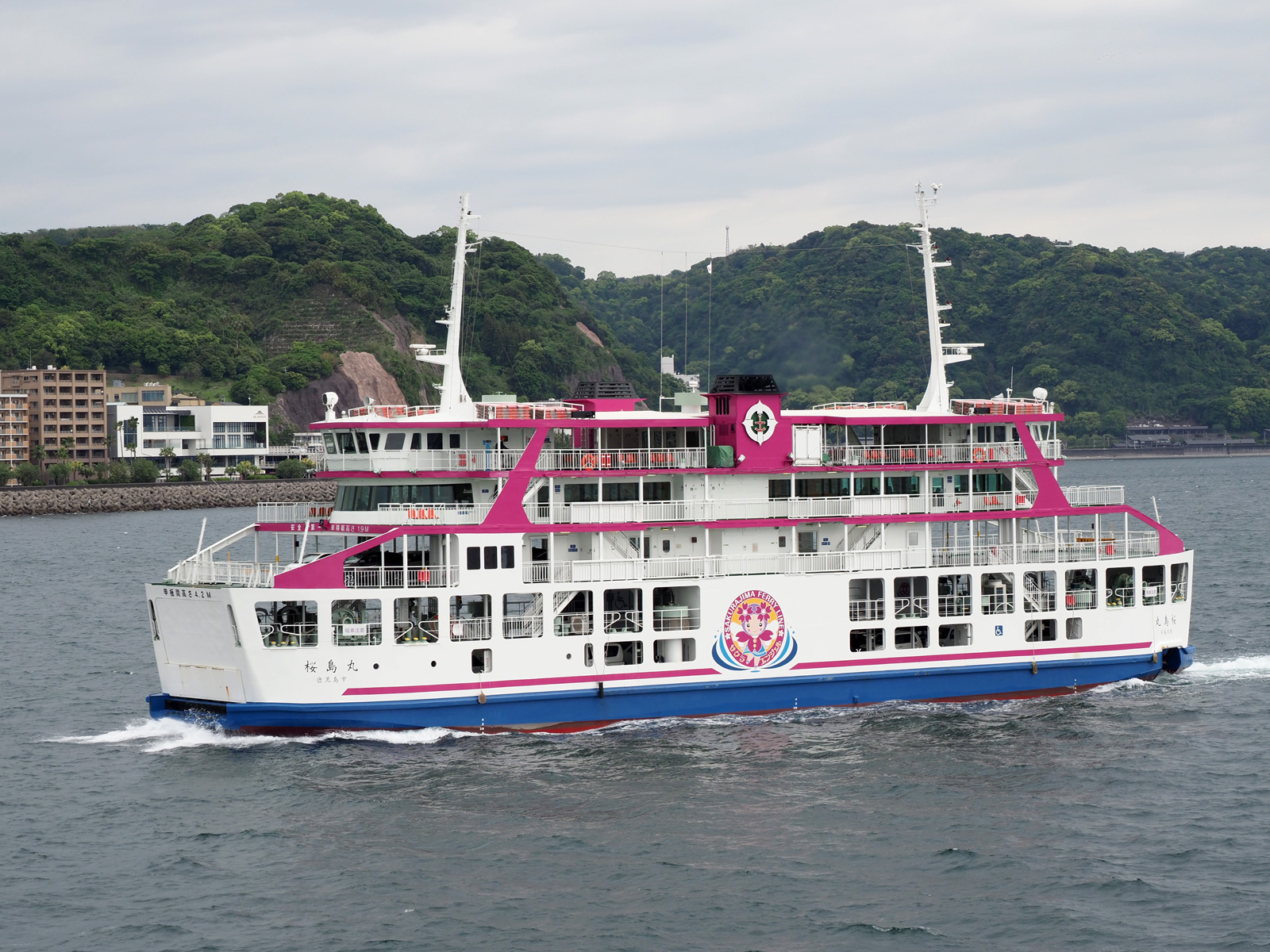
桜島丸（サクラエンジェル、2019年4月28日）
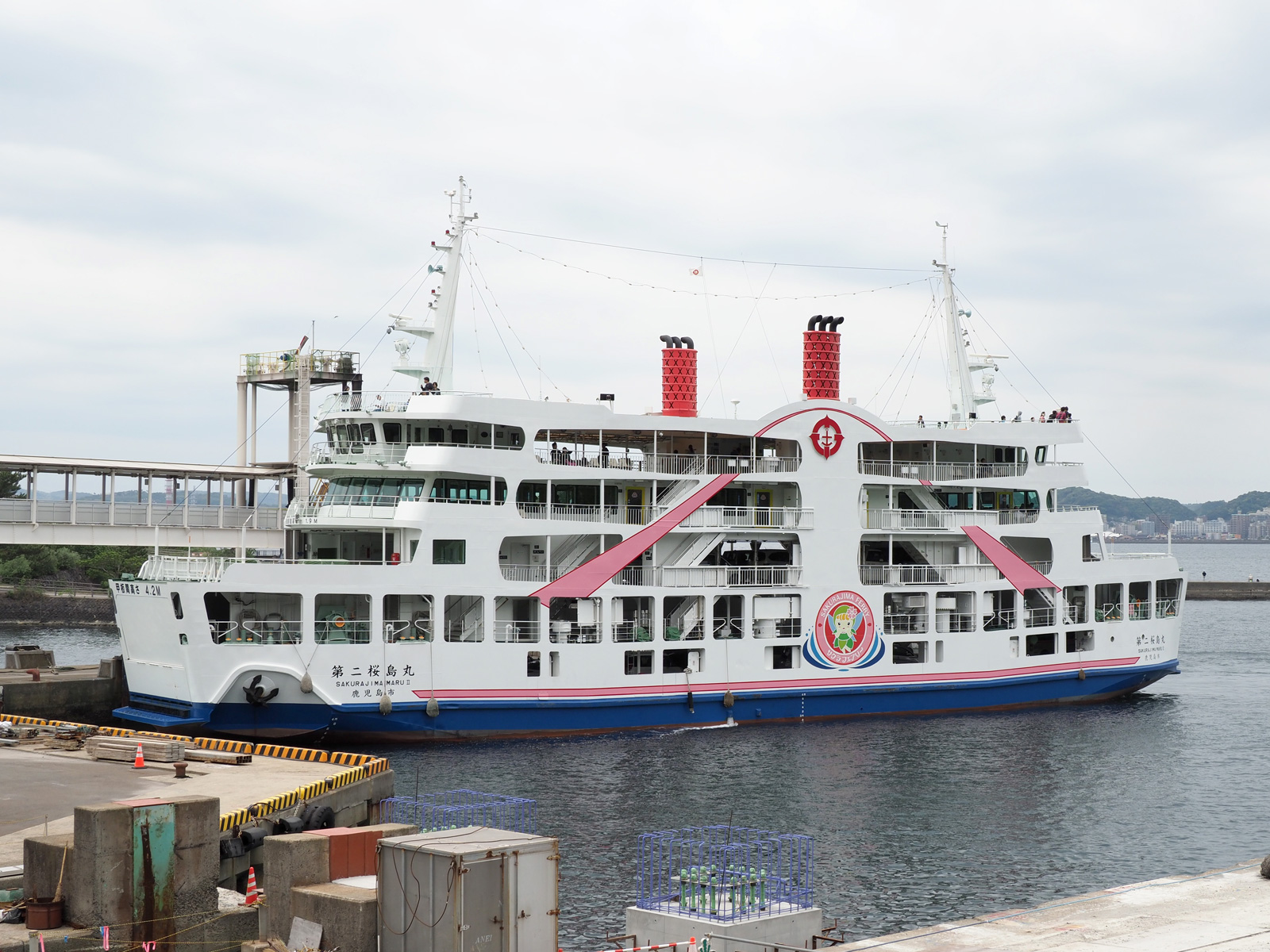
第二桜島丸（サクラフェアリー、2019年4月28日）

なお、一部の就航船はデッキ・トイレを含めて全面禁煙となっている。

### かつての就航フェリー
- 櫻島丸 - 1941年5月竣工、113.11トン、全長25.00m。
- 第三櫻島丸 - 1951年5月竣工、74.34トン、全長20.78m。
- 第五櫻島丸 - 1953年9月竣工、234.65トン、全長29.95m。
- 第六櫻島丸 - 1960年9月竣工、495.60トン、全長48.83m。
- 第二櫻島丸 - 1963年3月竣工、438.38トン、全長45.73m。
- 第八櫻島丸 - 1964年10月竣工、491.99トン、全長48.60m。
- 第一櫻島丸 - 1966年5月就航、470.75総トン[20]。
- 第五櫻島丸 - 1967年11月竣工、468.29トン、全長43.00m。
- 第三櫻島丸 - 1969年9月竣工、485.44トン、全長43.03m。
- 第十櫻島丸 - 1972年10月竣工、588.05トン、全長50.01m。
- 第六櫻島丸 - 1977年2月竣工、582.18トン、全長47.02m。
- 第八櫻島丸 - 1979年12月竣工、647.39トン、全長47.03m[21]。
- 櫻島丸 - 1987年11月竣工、498総トン、全長53.00m[22]。
- 第五櫻島丸 - 1990年3月竣工、600トン、全長53m。2015年3月まで運航[23]。
- 第十三櫻島丸 - 1992年2月竣工、731トン、全長53m。2017年3月まで運航[19]。
- 第十五櫻島丸 - 1995年1月竣工、1,134トン、全長56.1m。愛称：チェリークイーン　2023年3月まで運行。

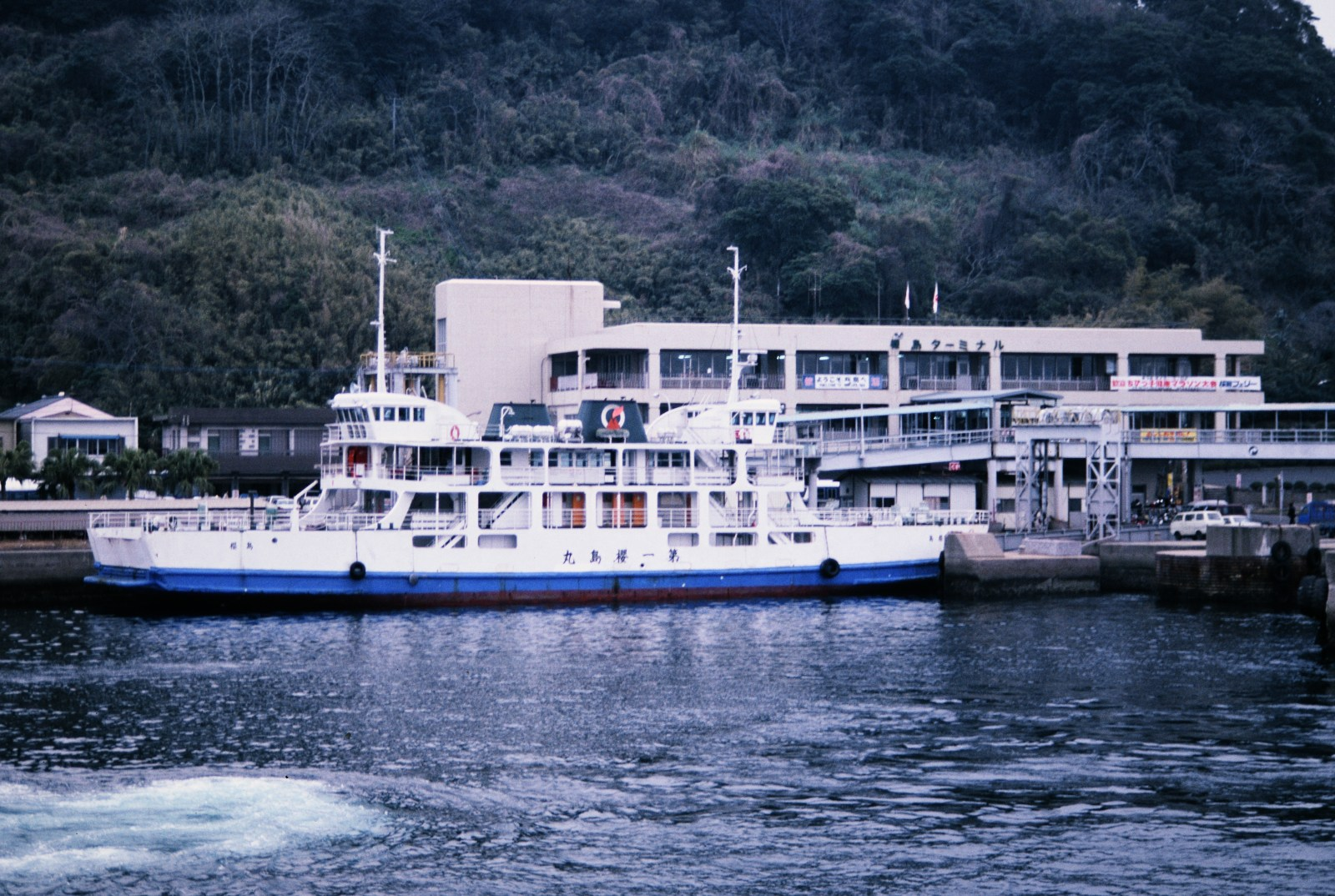
第一櫻島丸（1987年3月12日）
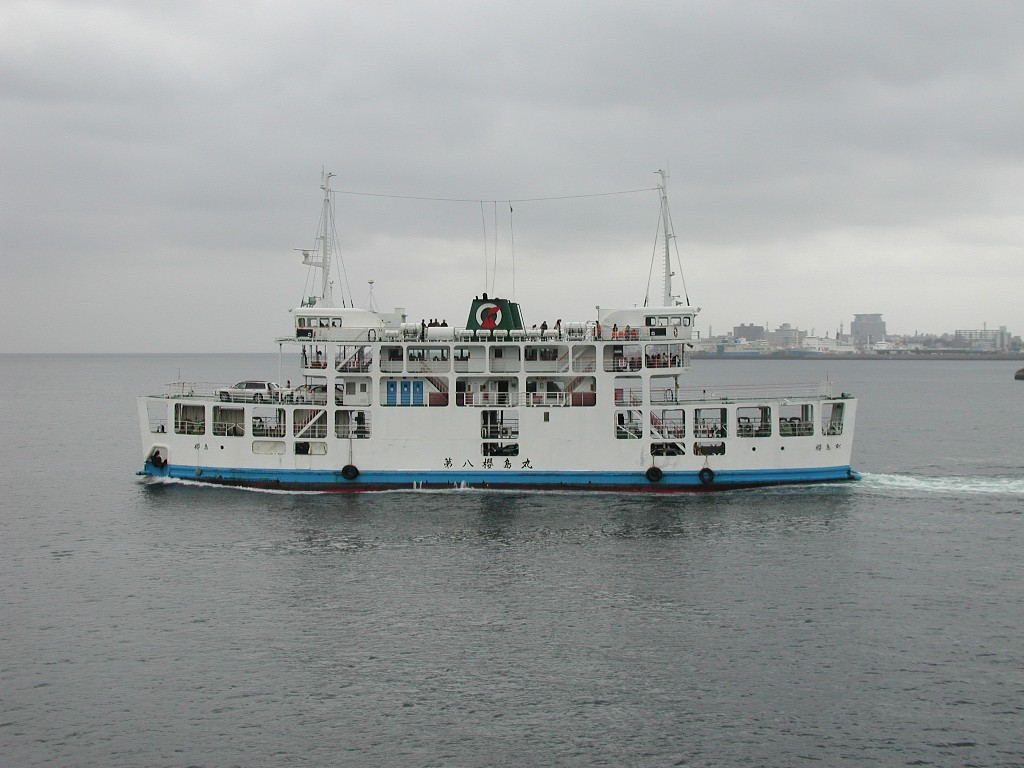
第八櫻島丸（2002年3月22日）
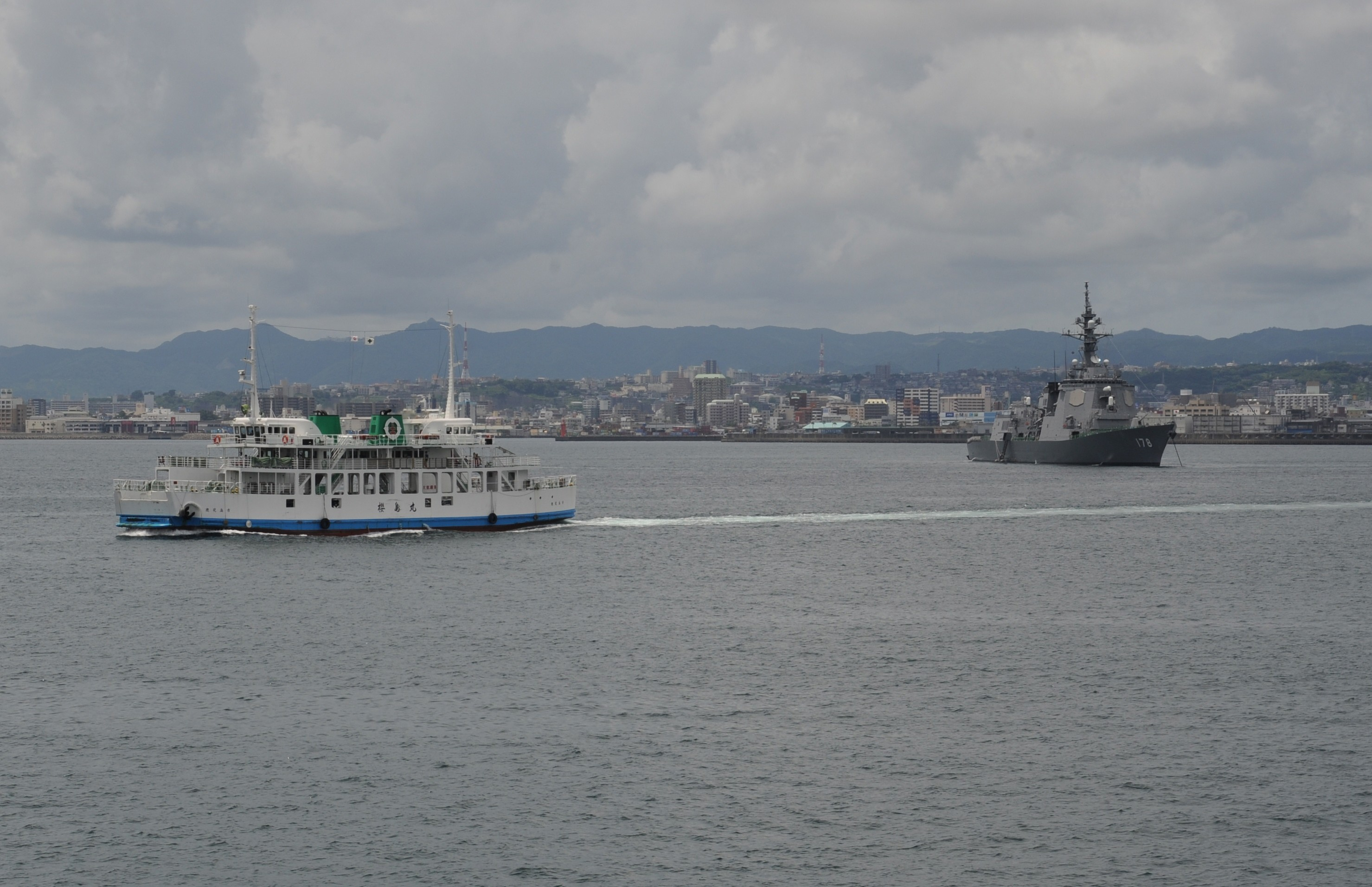
櫻島丸（2009年7月11日）
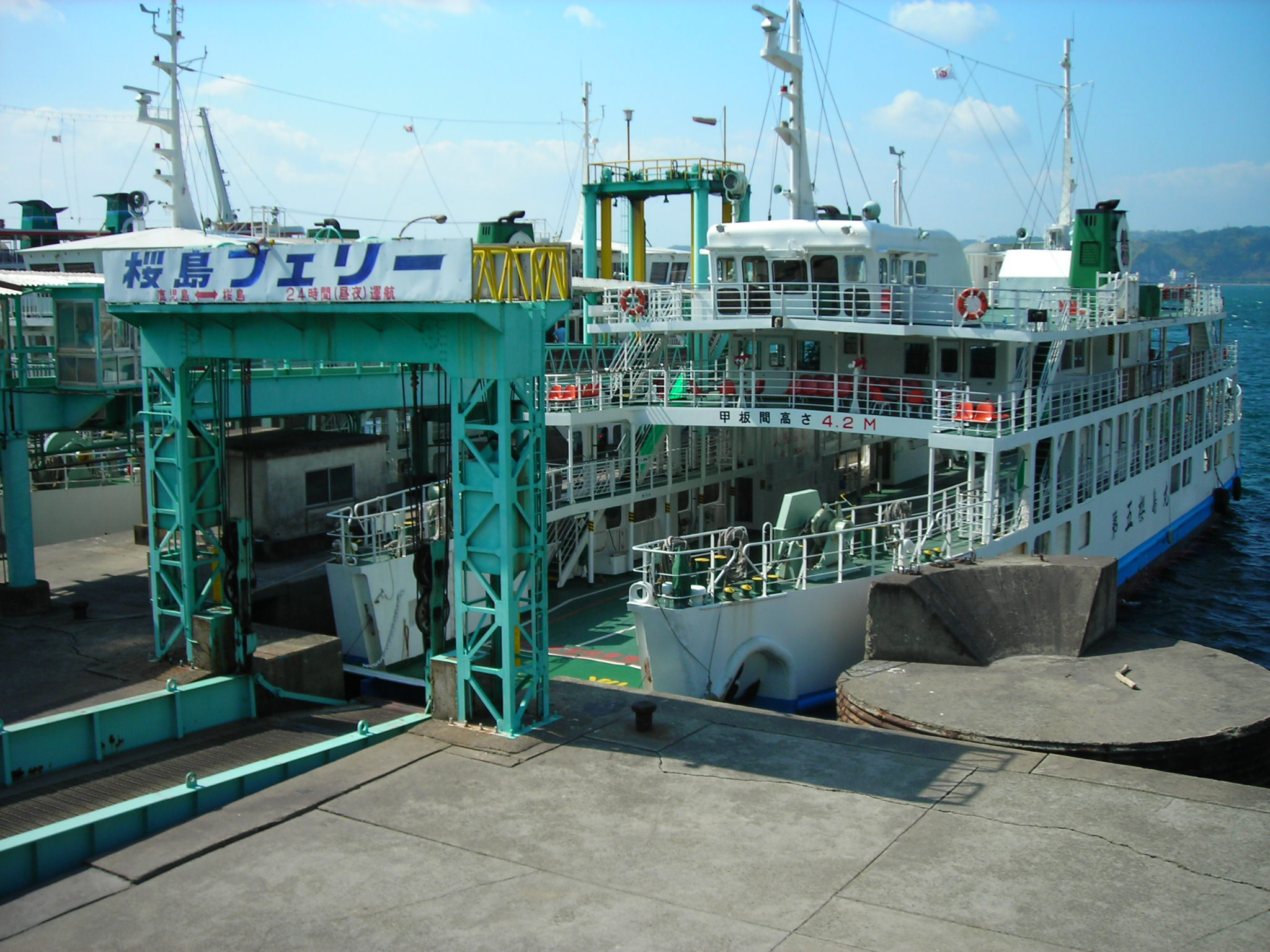
第五櫻島丸（2006年10月6日）

## アクセス

### 鹿児島港（桜島桟橋）

#### 鹿児島中央駅
- 東4のりば カゴシマシティビュー・まち巡りバス かごしま水族館前下車 徒歩1分
- 東5のりば [16][25]水族館前・[25]ドルフィンポート・[24]北埠頭・[160]高速船ターミナル行 水族館前下車 徒歩1分
- 鹿児島市電2系統 鹿児島駅前行 水族館口あるいは桜島桟橋通下車 徒歩5分
- 車で約15分(4km)[24]

#### 鹿児島駅
- 徒歩7分[24]

#### 鹿児島空港
- 2番のりば 鹿児島市内行 空港連絡バス 金生町下車 徒歩15分[24]

### 桜島港
桜島港からは、路線バス（鹿児島市営・鹿児島交通）と周遊バス（市営）が運行している。
一般路線バス
| 方面                              | 番号 | 行先           | 運行 |
| --------------------------------- | ---- | -------------- | ---- |
| 桜島支所・温泉センター            | [60] | 東白浜         | 市営 |
| 桜島支所・温泉センター            | [60] | 塩屋ヶ元       | 市営 |
| 旬彩館・桜島病院 古里温泉・桜島口 | [60] | 桜島苑         | 市営 |
| 旬彩館・桜島病院 古里温泉・桜島口 | [60] | 福祉センター   | 市営 |
| 旬彩館・桜島病院 古里温泉・桜島口 | [60] | 桜島病院       | 市営 |
| 旬彩館・桜島病院 古里温泉・桜島口 |      | 桜島口・垂水港 | 鹿交 |

サクラジマアイランドビュー（周遊バス）
- 桜島港→ビジターセンター→烏島展望所→湯之平展望所→桜島港

## 納涼観光船等
1978年（昭和53年）7月からは主に夏休み期間中の夜に鹿児島湾を巡る納涼観光船が運航された。貸し切りも可能で洋上結婚式が行われたこともある。2004年度から2019年度までに約30万人が乗船したが、2020年度からは新型コロナウイルスの感染拡大で運航を休止した。経営環境改善のため減船し、5隻体制から4隻体制になるのに伴い、鹿児島市船舶局では2023年度に廃止する方針である。
また、2011年3月10日からは「よりみちクルーズ」が鹿児島→桜島間に1本運航された。「よりみちクルーズ」は通常の航路より南に迂回し、神瀬・大正溶岩原沖の近くを通り桜島に向かう。「よりみちクルーズ」には2021年度末までに約18万5千人が利用したが、上述の5隻体制から4隻体制への減船に伴い廃止されることになった。
2023年度のよりみちクルーズ、納涼観光船廃止後は新しいイベントクルーズの実施を検討している。

## 災害対策上の役割
桜島が大規模噴火を起こした場合の避難計画では、島の西側の住民はバスと桜島フェリーで鹿児島市へ、東側の住民はバスで垂水市側へ避難することになっている。特に島内で道路の寸断等が発生した場合には、桜島フェリーの船舶5隻（2023年4月以降は4隻）と鹿児島県水難救済会の船舶1隻が最大20か所の避難港を回ることになっている。
桜島以外においても、平成5年8月豪雨の際は鹿児島市吉野町の竜ヶ水地区に孤立した住民などの救助に参加した。災害発生当時、竜ヶ水地区にはフェリーが着岸できる場所がなかったため、地元の小型漁船の協力を必要とした。

## 事務所
- 鹿児島市船舶局：鹿児島市桜島横山町61-4 北緯31度35分33秒 東経130度36分0秒 / 北緯31.59250度 東経130.60000度
- 鹿児島港乗船券発売所：鹿児島市本港新町4-1 北緯31度35分47秒 東経130度33分46秒 / 北緯31.59639度 東経130.56278度